# Arsalan Budazhapov
Arsalan Budazhapov (in russo Арсалан Баирович Будажапов?, Arsalan Bairovič Budažapov; 21 maggio 1993) è un lottatore russo naturalizzato kirghiso, specializzato nella lotta libera.

## Palmarès
- Campionati asiatici

Nuova Delhi 2020: oro nei 79 kg.
Ulaanbaatar 2022: bronzo nei 79 kg.